# Iglesia de Nuestra Señora de la Buena Muerte (São Paulo)

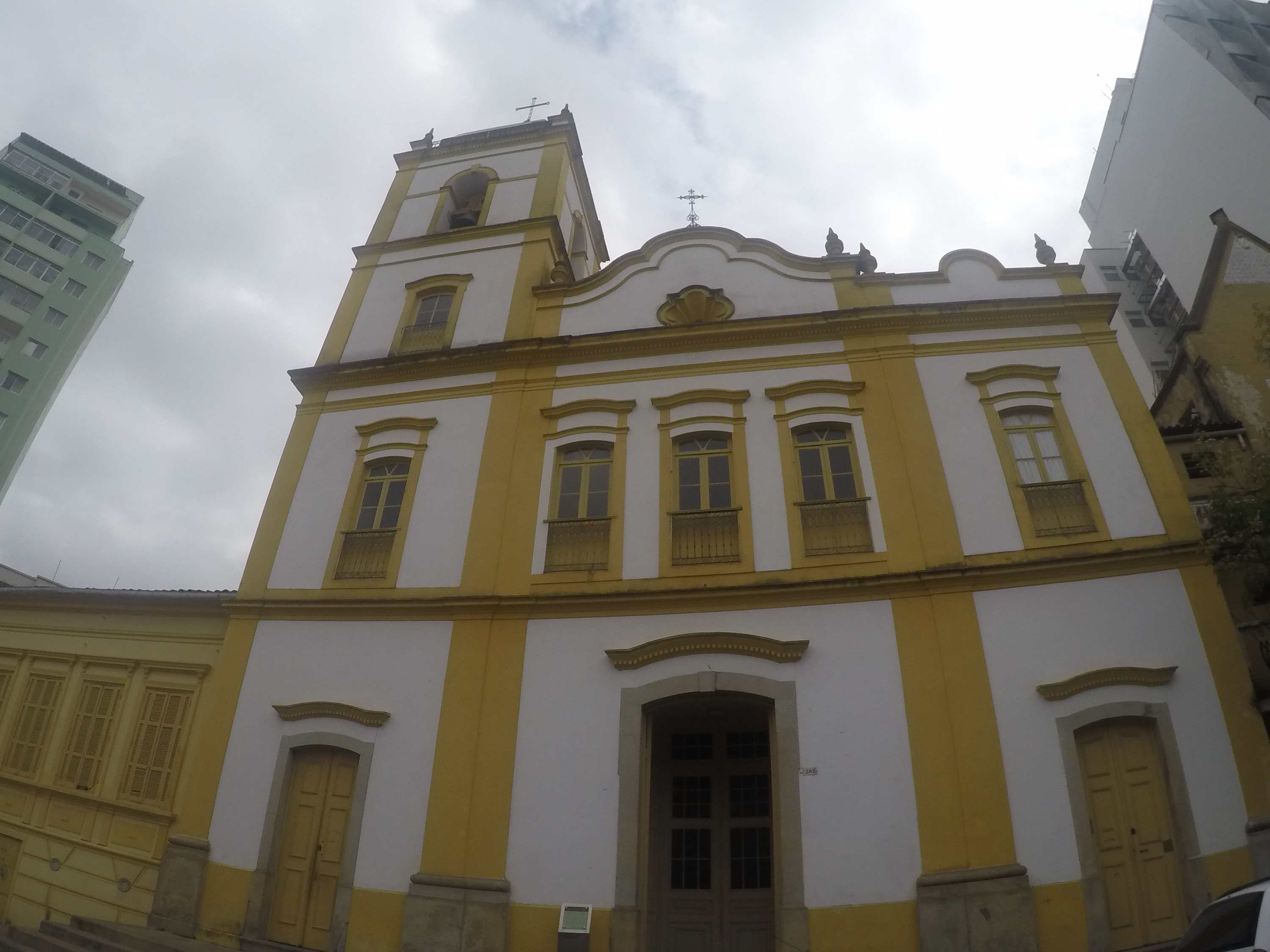
La iglesia de Nuestra Señora de la Buena Muerte en São Paulo, Brasil.

La iglesia de Nuestra Señora de la Buena Muerte (en portugués,  Igreja Nossa Senhora da Boa Morte) es un templo católico en São Paulo, Brasil.

## Historia y descripción del edificio
La Hermandad de Nossa Senhora da Boa Morte creada en 1728, con la principal característica de admitir personas de todas las clases sociales, sin distinción, adquirió en 1802 un terreno en la Rua do Carmo de Joaquim de Sousa Ferreira, donde se erigió la iglesia, que se inauguró el 14 de agosto de 1810. Situada en un punto eminente del São Paulo dieciochesco, el cerro de Tabatinguera, dominaba toda la entrada de los que venían de Ipiranga hacia la ciudad, dándose a conocer como la “iglesia de las buenas noticias”, anunciadas al repique de las campanas. Albergó a varias cofradías, entre ellas los sacerdotes agustinos y el cura de la Catedral que se trasladó allí durante la construcción de la nueva catedral. Caracterizada en líneas generales como de estilo barroco y de construcción modesta en mortero, con techo de madera, la iglesia posee en su interior un presbiterio con tribunas y un altar con la imagen de Nossa Senhora da Boa Morte, además de tallas de estilo rococó y neoclásico. En la década de los 70 del siglo XIX, y en 1980, se realizaron diversas tareas de restauración y reparación. La iglesia está abierta 24 horas, siendo posible la adoración perpetua al Santísimo Sacramento.